# Dieter Schneider (parolier)
Pour les articles homonymes, voir Schneider.
Ne doit pas être confondu avec Dieter Schneider.
Dieter Schneider, né le 10 mars 1937 à Berlin et mort le 22 septembre 2023 dans la même ville, est un parolier allemand.

## Biographie
Après son Abitur et son service volontaire dans les médias, Dieter Schneider devient parolier et connaît aussitôt le succès. Il écrit pour les artistes de la République démocratique allemande (RDA), comme Uta Bresan, Chris Doerk, Inka, Monika Herz, Olaf Berger, Frank Schöbel, Brigitte Ahrens, Dagmar Frederic, Gerd Christian ou Hauff und Henkler.
Après la fin de la RDA, il continue sa carrière et travaille pour Renate Holm, Tina York, Marika Kilius, Manuela, les Jacob Sisters, le Hazy-Osterwald-Sextett, Ted Herold, Bruce Low, Ralf Bendix, Edith Prock, Wolfgang Edenharder...
Il fait de l'adaptation en allemand pour des artistes étrangers comme Zsuzsa Koncz, Czerwone Gitary, Lili Ivanova ou Karel Gott.
Pendant près d'une décennie, il est le rédacteur de l'émission musicale Klock 8, achtern Strom sur Ostseestudio Rostock.
Depuis sa première chanson en 1955, il a écrit près de 3 000 chansons pour 400 interprètes.
Pour son œuvre, il a reçu le Prix de l'Art de la République démocratique allemande.
Il meurt le 22 septembre 2023.